# Dolný Kalník
Dolný Kalník es un municipio del distrito de Martin en la región de Žilina, Eslovaquia, con una población estimada a final del año 2024 de 367 habitantes.
Se encuentra ubicado al oeste de la región, cerca del curso alto del río Váh (cuenca hidrográfica del Danubio) y del parque nacional de Veľká Fatra.

## Demografía
| Año        | 1994 | 2004    | 2014      | 2024      |
| ---------- | ---- | ------- | --------- | --------- |
| Población  | 46   | 42      | 179       | 367       |
| Diferencia |      | −8,69 % | +326,19 % | +105,02 % |

| Año        | 2023 | 2024    |
| ---------- | ---- | ------- |
| Población  | 366  | 367     |
| Diferencia |      | +0,27 % |